# César Arias
César Augusto Arias Moros (Barrancabermeja, 2 aprile 1988) è un calciatore colombiano, attaccante del Petrolero.

## Carriera

### Club
Ha giocato nella massima serie dei campionati colombiano e sudcoreano.

### Nazionale
Nel 2010 ha giocato una partita con la nazionale colombiana.